# 庫爾姆山 (恩斯河谷艾根)
47°31′16″N 14°07′29″E / 47.521190°N 14.124661°E

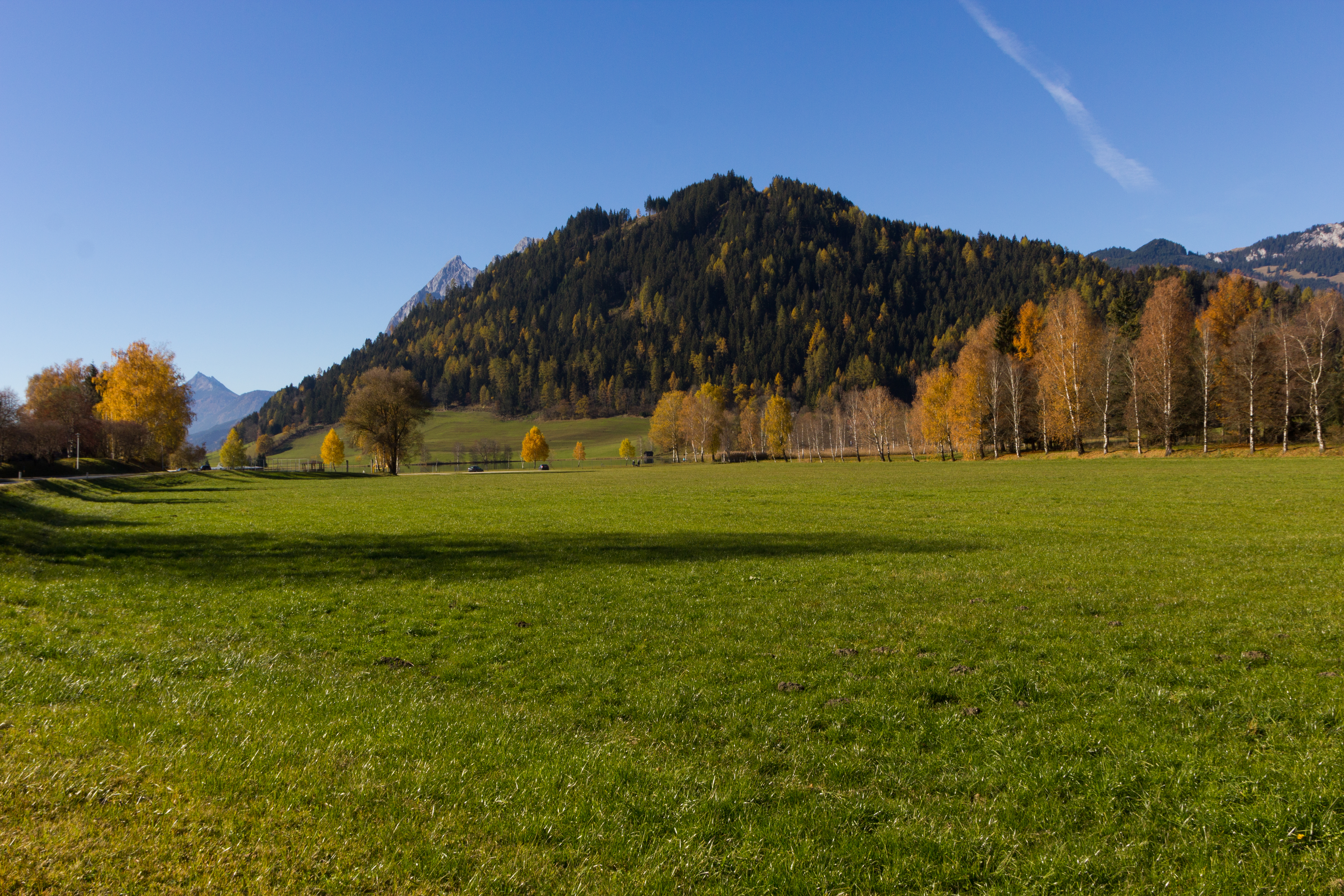

庫爾姆山（德語：Kulm），是奧地利的山峰，位於該國東南部，由施泰爾馬克州負責管轄，屬於羅滕曼及韋爾茨陶恩山脈的一部分，處於恩斯河谷艾根附近，海拔高度918米。